# Plac zabaw

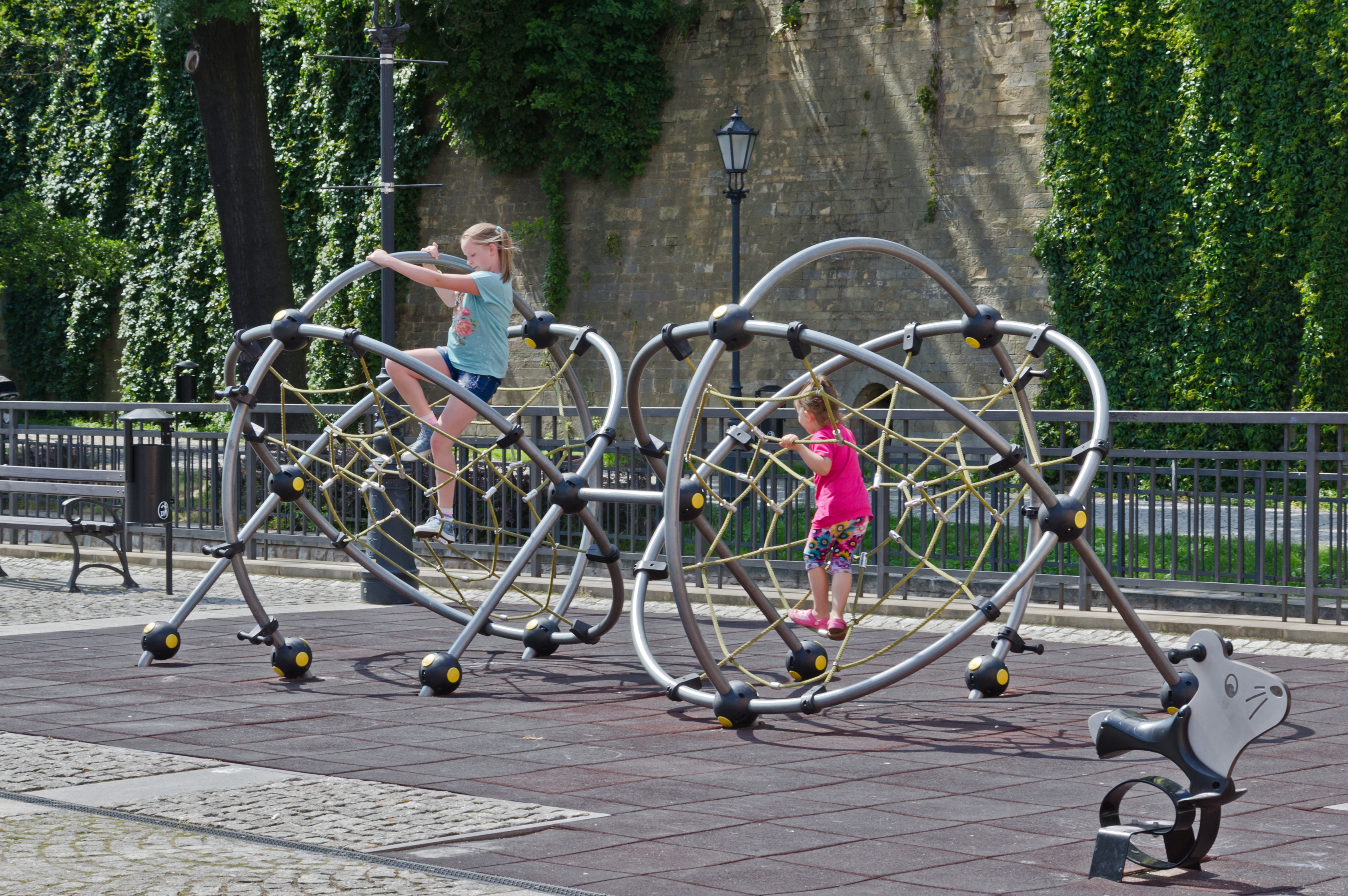
Plac zabaw w Kłodzku

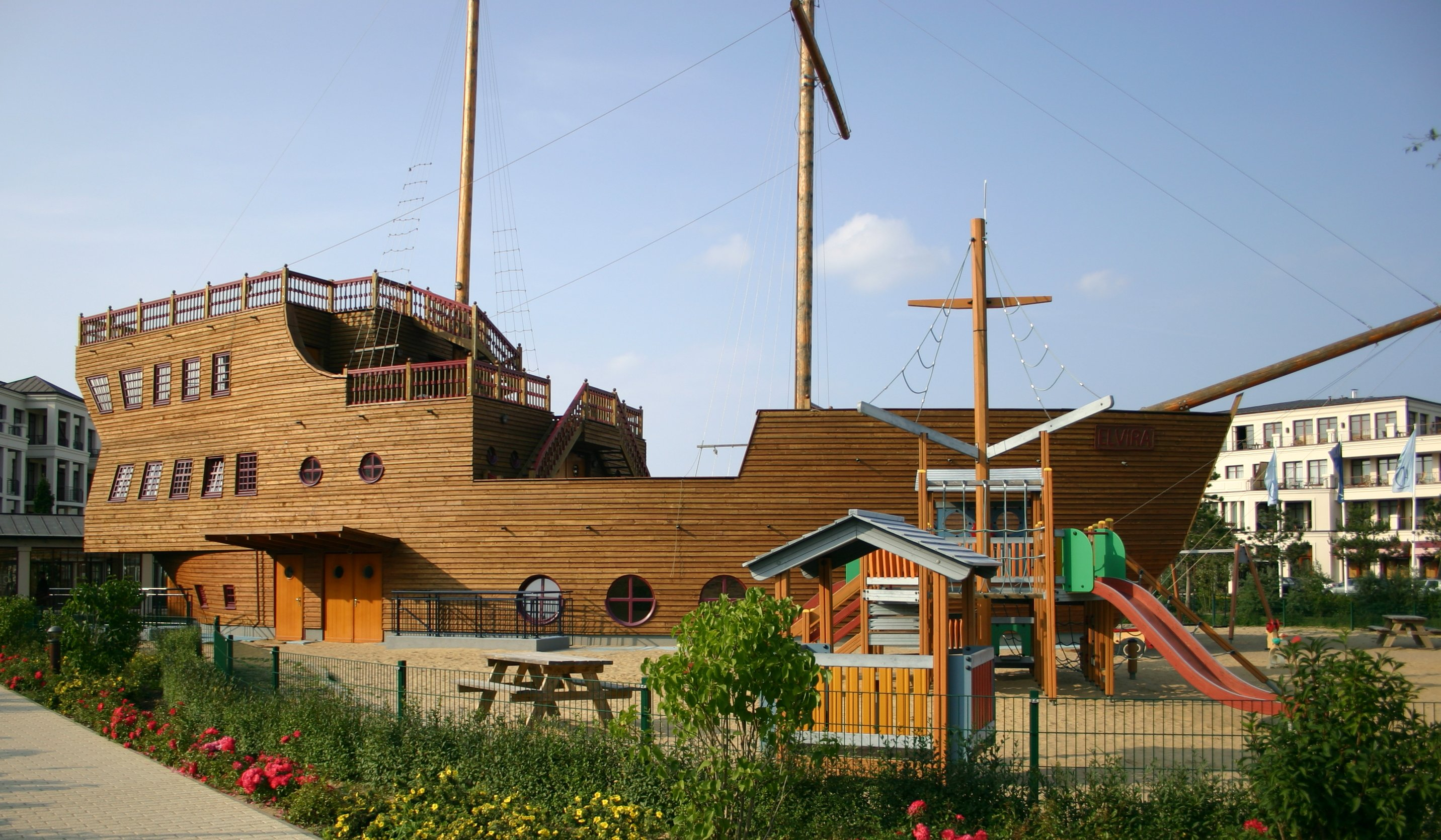
Plac zabaw

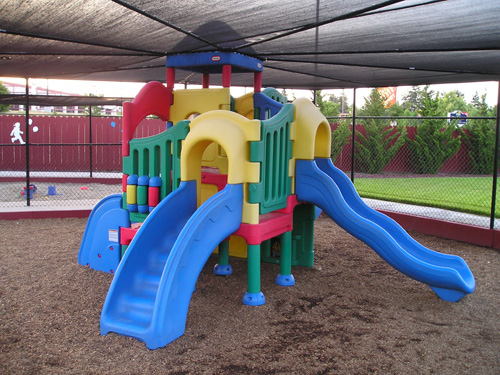
Ogrodzony plac zabaw dla małych dzieci – plastikowa konstrukcja umieszczona na piasku.

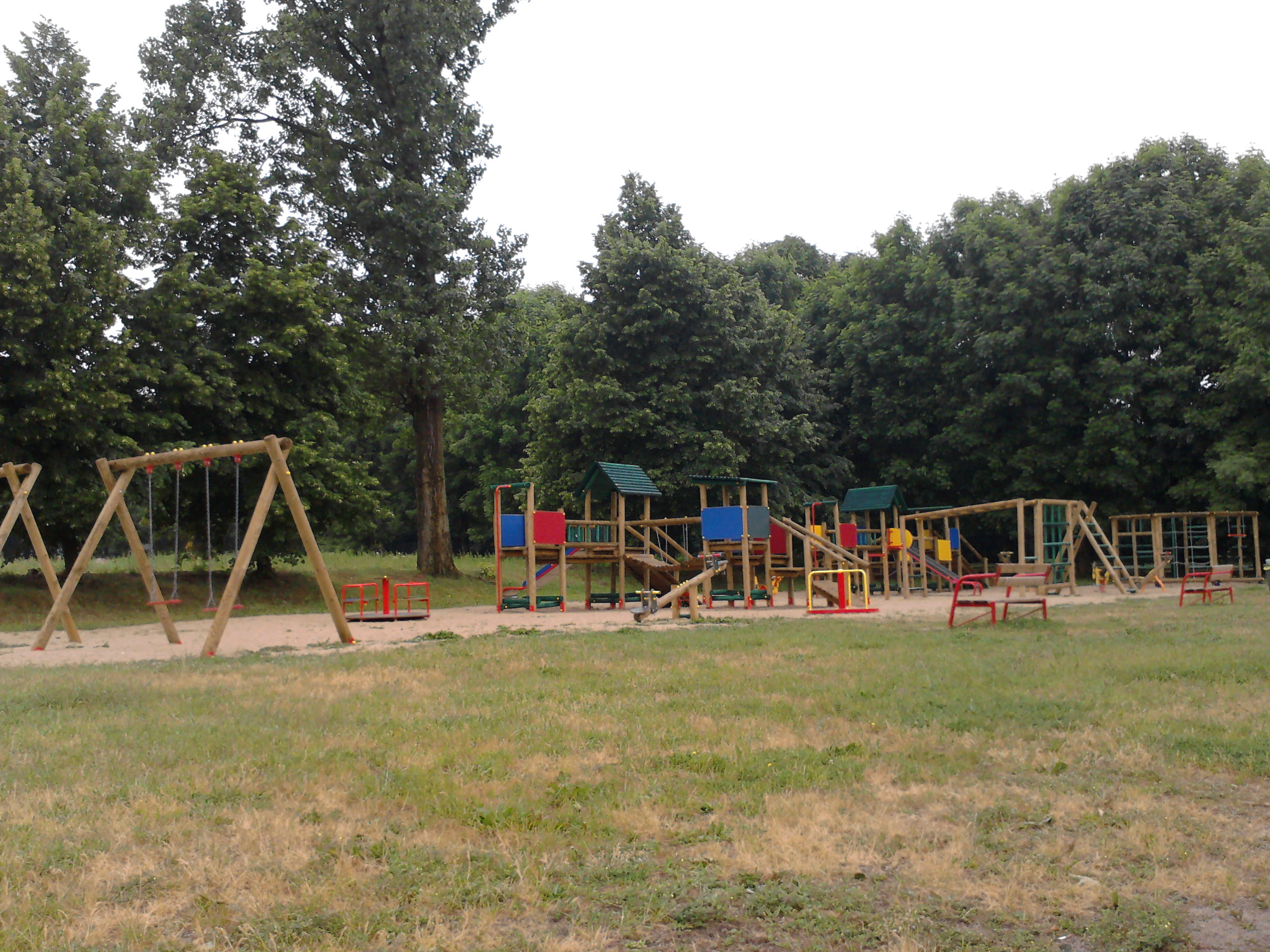
Przyszkolny plac zabaw

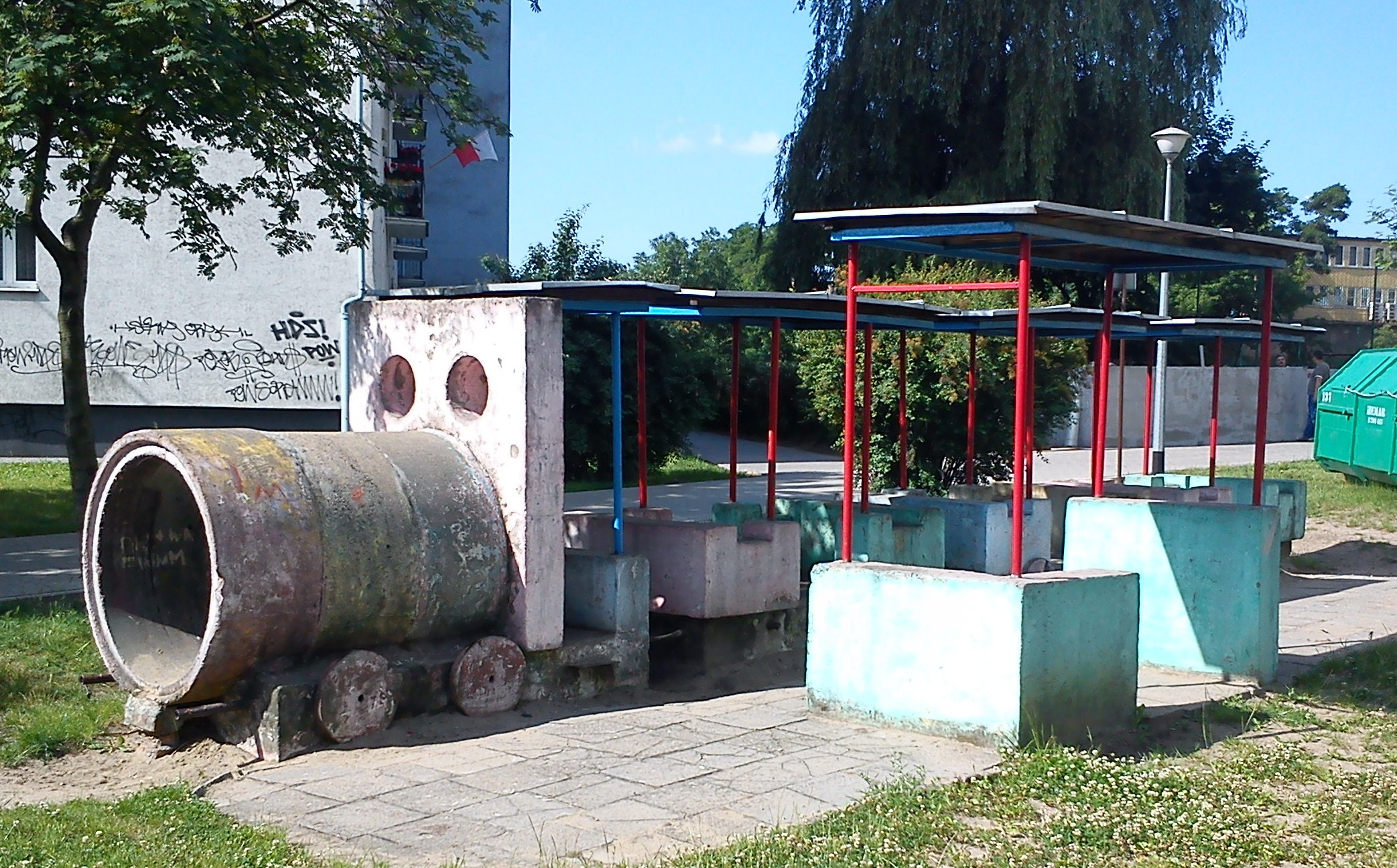
Plac zabaw na osiedlu Hetmańskim w Poznaniu

Plac zabaw – wydzielone miejsce (często ogrodzone), przeznaczone do zabawy dla dzieci.
Wyposażenie placu zabaw najczęściej stanowią: piaskownica, zjeżdżalnia, huśtawka, huśtawka na desce (tzw. ważki), karuzela, bujak sprężynowy, drabinki (drewniane lub metalowe) oraz inne zestawy zabawowe. Wokół placu rozstawiane są ławki dla opiekunów bawiących się dzieci. Place zabaw powstają najczęściej w sąsiedztwie osiedli mieszkaniowych, szkół, przedszkoli i żłobków.

## Projekt placu zabaw
Ciekawe i funkcjonalne miejsce zabaw można osiągnąć dzięki profesjonalnemu i stworzonemu z wyobraźnią projektowi.
Stosowane rozwiązania uwzględniać powinny m.in. takie czynniki jak:
- potrzeby dzieci, młodzieży, dorosłych i rodziców
- zróżnicowanie ukształtowania otoczenia
- warunki klimatyczne, w tym: zwiększone występowanie nasłonecznienia, wiatru, czy deszczu
- warunki dotyczące ewentualnego zanieczyszczenia lub hałasu
- bezpieczeństwo i funkcje urządzeń.

Wymiary elementów i stopień skomplikowania konstrukcji poszczególnych urządzeń do zabawy, powinny odpowiadać docelowej grupie wiekowej użytkowników. Rozwiązania konstrukcyjne, powinny uniemożliwiać dzieciom o niedostatecznych umiejętnościach dostęp do urządzeń przewidzianych dla sprawniejszych dzieci, np. poprzez umieszczenie najniższego stopnia na wysokości minimum 40 cm od poziomu podłoża.

## Strefa bezpieczeństwa i materiały podłoża
Większość wypadków, jakie zdarzają się na placach zabaw, wynika ze złej konserwacji, źle zaprojektowanej konstrukcji urządzenia, niewłaściwej strefy bezpieczeństwa, lub nieodpowiedniego podłoża.
Najnowsze normy zawierają regulacje w zakresie stref bezpieczeństwa i materiałów, z jakich powinno być wykonane podłoże, dla różnych rodzajów wyposażenia placów zabaw. W pewnych – określonych przepisami – przypadkach, strefy bezpieczeństwa sąsiadujących ze sobą urządzeń mogą się przecinać.

## Przepisy prawa
Urządzenia placów zabaw są według prawa budowlanego obiektami budowlanymi postrzeganymi jako elementy małej architektury. W Polsce nie ma obowiązku prawnego wymuszającego na producentach certyfikację wyposażenia placów zabaw zgodnie z normami. Jedynie szkoły i placówki podlegające ministerstwu edukacji mają obowiązek nabywać produkty posiadające certyfikat.
Urządzenia zamontowane na placu zabaw podlegają, co do zasady, unormowaniom dyrektywy w sprawie ogólnego bezpieczeństwa produktów (2001/95/WE). Bardziej szczegółowe przepisy są różne w zależności od kraju, tym niemniej zasadą jest, że wszyscy producenci, importerzy oraz dystrybutorzy maja obowiązek wprowadzać na rynek wyłącznie produkty bezpieczne. To, czy tak faktycznie jest, można udowodnić m.in. przez fakt produkcji w zgodzie z obowiązującymi normami. W odniesieniu do urządzeń na placach zabaw oraz nawierzchni będą to odpowiednio normy PN-EN 1176 oraz PN-EN 1177.